# Callicore sorana
Callicore sorana is een vlinder uit de familie Nymphalidae, onderfamilie Biblidinae.

## Kenmerken
Deze vlinder heeft op de onderkant van de achtervleugels een bijzondere tekening die gelezen kan worden als het getal '80'. De spanwijdte bedraagt ongeveer 5 tot 6 cm.

## Verspreiding en leefgebied
Deze vlindersoort komt voor in Brazilië, Paraguay en Bolivia in bosrijke gebieden langs riviertjes en beken.